# Paul Corrigan e Brad Walsh
Paul Corrigan (...) e 
Brad Walsh (...) sono una coppia di sceneggiatori e produttori televisivi statunitensi.
Sono noti per essere tra gli autori e co-produttori esecutivi di Modern Family, esperienza grazie alla quale hanno ottenuto in veste di co-produttori diversi premi Emmy, Producers Guild of America Award e Writers Guild of America Award; nel 1997 erano già stati candidati al premio Emmy alla miglior serie animata per aver prodotto King of the Hill.
Personalmente sono stati candidati per il premio WGA alla miglior sceneggiatura di una serie commedia nel 2009 e nel 2014 per gli episodi Terremoto e Una nuova carriera.

## Filmografia

### Sceneggiatori
- Sposati... con figli (Married... with Children) - serie TV, 1 episodio (1995)
- Big Bad Beetleborgs - serie TV, 3 episodi (1996)
- USA High - serie TV, 2 episodi (1997-1998)
- City Guys - serie TV, 13 episodi (1997-2000)
- Normal, Ohio - serie TV, 1 episodio (2000)
- Men, Women & Dogs - serie TV (2001)
- Bram and Alice - serie TV, 2 episodi (solo Brad Walsh) (2002)
- Coupling - serie TV (2003)
- I'm with Her - serie TV, 2 episodi (2004)
- The Men's Room - serie TV (2004)
- Una pupa in libreria (Stacked) - serie TV, 3 episodi (2005-2006)
- 1321 Clover - film TV (2007)
- In the Motherhood - serie TV, 1 episodio (2009)
- King of the Hill - serie TV, 6 episodi (2007-2010)
- Modern Family - serie TV (2009 - in produzione)
- Ted - miniserie TV, 2 episodi (2024)

### Produttori
- Normal, Ohio - serie TV (2000)
- Men, Women & Dogs - serie TV (2001)
- City Guys - serie TV (1998-2001)
- Coupling - serie TV (2003)
- The Men's Room - serie TV (2004)
- I'm with Her - serie TV (2003-2004)
- Una pupa in libreria (Stacked) - serie TV (2005-2006)
- 1321 Clover - film TV (2007)
- King of the Hill - serie TV (2007-2009)
- Modern Family - serie TV (2009 - in produzione)
- Ted - miniserie TV, 7 episodi (2024)